# Rhabdopterus
Rhabdopterus là một chi bọ cánh cứng trong họ Chrysomelidae.
Chi này được miêu tả khoa học năm 1885 bởi Lefevre.

## Các loài
Các loài trong chi này gồm:
- Rhabdopterus bricenoi Bechyne, 1997
- Rhabdopterus montalbanus Bechyne, 1997
- Rhabdopterus victorianus Bechyne, 1997